# Lupi petama,....
Lupi petama,…. — музичний альбом хорватського гурту Prljavo kazalište. Виданий року лейблом CBS. Загальна тривалість композицій становить 34:52. Альбом відносять до напрямку рок. У 1994 році альбом здобув премію Porin в номінації «Альбом року».

## Список пісень
1. Lupi petama… reci evo sve za Hrvatsku — 5:16
2. Pet dana ratujem, subotom se zaljubljujem — 4:05)
3. Kao ja da poludiš — 3:13
4. Tu noć kad si se udavala — 5:50
5. Beznadni slučaj — 3:13
6. Kiše jesenje — 3:42
7. Ptico malena — 5:47
8. Uzalud vam trud svirači — 3:46
9. Lupi petama… (odjavna verzija) — 0:40